# Медаль Полиции «За международную службу» (Норвегия)
Медаль полиции «За международную службу» – ведомственная награда полиции Королевства Норвегия.

## История
Медаль полиции «За международную службу» была учреждена 14 сентября 2004 года как награда сотрудникам и гражданскому персоналу полиции Норвегии, проходящим службу за рубежом в течение 6 месяцев и более. Медаль вручается директором полиции Норвегии. Медаль может быть вручена за меньший срок службы, в случае выполнения специальных заданий и добросовестной службы. Медаль может быть вручена иностранным гражданам. При повторных вручениях медали за дополнительные месяцы службы на ленту крепится золотистая пятиконечная звёздочка, но не более трёх. За 60 месяцев службы на ленту крепится планка в виде серебряной лавровой ветви. За особые заслуги медаль может быть вручена с розеткой.
| Планки медали       | Планки медали        |
| за 6 месяцев службы | за 60 месяцев службы |
| ------------------- | -------------------- |
|                     |                      |

## Описание
Медаль круглой формы серебристого металла.
Аверс несёт вписанный в круг крест с дубовым венком между перекладин у основания и геральдическую эмблему полиции Норвегии: коронованный гербовой щит с норвежским львом, помещённый на декоративную площадку, усеянную крестами, между двух фасций. Сверху медаль имеет ушко в виде глобуса, через которое продевается кольцо для крепления к ленте.
На реверсе надписи: вверху -  «POLITIET»; в центре в три строки: «FOR / INTERYFSJONAL / TJENESTE» (Полиция • За международную службу).
Лента медали чёрного цвета с жёлтыми полосками 4 мм. шириной отстающими от края.

Эмблема полиции Норвегии